# 아일랜드의 공위시대
아일랜드의 공위시대(영어: Irish Interregnum) (1649년–1660년)는 찰스 1세가 처형된 1649년부터 찰스 2세에 의해 군주제가 복원되는 1660년까지의 기간이다.

## 같이 보기
- 잉글랜드 연방 (잉글랜드 공화국)
- 호국경 정치
- 공위시대 (영국)
- 공위시대 (잉글랜드)
- 공위시대 (스코틀랜드)
- 공위시대 (동음이의)